# Dernière danse (Kyo)
Dernière danse is een nummer van de Franse rockband Kyo uit 2003. Het is de tweede single van hun tweede studioalbum Le chemin.
"Dernière danse" is een rocknummer dat gaat over een stukgelopen relatie. Het nummer leverde Kyo een grote hit op in Franstalig Europa. In Frankrijk kwam het tot de 6e positie. Ook in Wallonië en Zwitserland werd de plaat een hit.